# Pedro Antonio Barroeta y Ángel
Pedro Antonio Barroeta y Ángel (Ezcaray, La Rioja, 25 de octubre de 1701-Granada, 20 de marzo de 1775) fue un sacerdote y obispo católico español, 13.º Arzobispo de Lima (1751-1758) y 26.º Arzobispo de Granada (1759-1775).

## Biografía
Hijo de Benito Joaquín Barroeta Zaldívar y María Ángel Zaldierna de Barrenechea Frías, nació en Ezcaray de La Rioja, en Castilla la Vieja. Estudió en el colegio mayor de Cuenca. Ordenado in sacris en 1728, fue canónigo penitenciario de la iglesia de Coria y luego canónigo doctoral en Málaga.

### Arzobispo de Lima

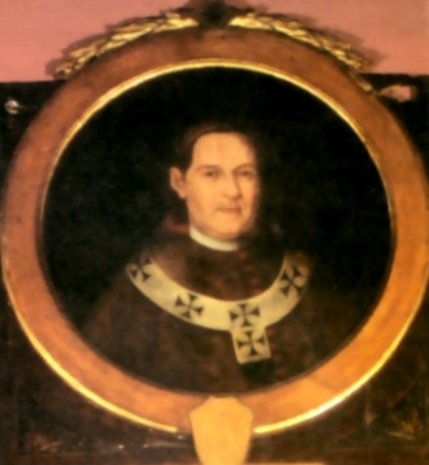
Retrato del arzobispo Barroeta, en la galería de la Catedral de Lima.

Fue preconizado para ocupar la arquidiócesis de Lima (18 de septiembre de 1748), que se hallaba vacante desde la muerte del arzobispo José Antonio Gutiérrez de Ceballos en 1745 y aunque en 1746 había sido nombrado en su reemplazo el arzobispo de Chuquisaca, Agustín Rodríguez Delgado, este murió en el mismo año antes de trasladarse a Lima.
Barroeta mostró alguna reticencia para partir al Perú, pero finalmente se embarcó en Cádiz en octubre de 1750, y llegó a Cartagena de Indias, donde fue consagrado por el obispo Bernardo de Arbiza y Ugarte, el 13 de enero de 1751. Luego continuó su rumbo a Perú vía Panamá; desembarcó en Paita y siguió viaje a Lima por tierra. Tomó posesión de su sede el 26 de junio de 1751.
Durante la larga vacancia del arzobispado limeño (1745-1751) había gobernado Andrés Munive y Garabito, como vicario capitular y provisor. En dicho interregno ocurrió el pavoroso terremoto de 28 de octubre de 1746.
Ya instalado en Lima, Barroeta hizo la visita de los conventos e iglesias de Lima y emprendió la reedificación de la Catedral de Lima. Para tal efecto, nombró una junta y destinó para las obras los espolios de los fallecido arzobispos Gutiérrez de Cevallos y Rodríguez Delgado. El 30 de mayo de 1755 presidió la ceremonia de la reinauguración de la catedral, aunque solo se había restaurado una tercera parte de ella. Su total restauración sería culminada muchos años después.
Recopiló las leyes y estatutos eclesiásticos en 21 edictos, que hizo imprimir en un volumen en 1754. Y vigiló que todas de estas leyes se observaran rigurosamente, dando él mismo otros edictos y disposiciones, enfocados en poner fin a los desórdenes y corruptelas que había dentro del clero. Por ejemplo, impuso la disciplina en los conventos y prohibió los cuantiosos gastos que se hacían en el ingreso y la profesión de las religiosas. Destacó también por su severidad con los curas, cuya codicia reprimió, favoreciendo siempre a los indígenas. Los hacía comparecer cada dos años a ser examinados en quechua, y no admitía a recibir las órdenes sacerdotales a los que no habían aprendido aquel idioma.
Su intransigencia en temas disciplinarios le ocasionó largas desavenencias con las autoridades. Primero fue con el cabildo eclesiástico, al que quiso prohibir el uso de la palmatoria en las ceremonias. Pero el desacuerdo que rebalsó los límites lo tuvo con el virrey conde de Superunda, impidiendo que a su entrada en la Catedral sonase el órgano, según era costumbre, pues Barroeta consideraba que dicho honor estaba reservado al arzobispo. Llevado este asunto ante la corte de Madrid, esta resolvió a favor del virrey. Barroeta hubo de volver a la península ibérica, siendo nombrado arzobispo de Granada (19 de diciembre de 1757). Abandonó Lima el 18 de septiembre de 1758. Se dice que un hermano suyo tuvo que costearle el viaje, pues a tal extremo llegaba su pobreza, al haber destinado todas sus rentas en limosnas y obras de caridad.
Con respecto a este enfrentamiento con la autoridad virreinal y con su propio cabildo eclesiástico, dice el padre Rubén Vargas Ugarte (historiador peruano): «No negamos que el Arzobispo demostró celo por la disciplina y cuidó de guiar a sus ovejas por el sendero del bien. Sus muchos edictos lo comprueban. En algunos casos pudo también asistirle la razón y sin embargo verse contrariado, pero, en general, hay que confesar que su genio era un tanto díscolo y no supo unir la firmeza con la mansedumbre».
Había sido arzobispo de Lima durante siete años, dos meses, veinte y tres días.

### Arzobispo de Granada
Nombrado arzobispo de Granada el 19 de diciembre de 1757, regresó a España tomando la larga ruta de Acapulco. Llegó a Cádiz en agosto de 1759 y tomó posesión de su sede el 24 de noviembre de 1759.
Continuó recibiendo recibiendo fondos procedentes de América a través de los hermanos que permanecieron en aquel continente, rentas que destinó a la reedificación de la casa solariega de Ezcaray y para fundar una escuela de gramática en su pueblo natal, así como para obras de restauración del santuario de Nuestra Señora de Allende y la financiación de estudios de varios sobrinos.
Empleó quince meses en hacer la visita pastoral de su diócesis, emprendida en el segundo año de su pontificado, que comenzó por algunas parroquias que llevaban más de treinta años sin ser visitadas por su arzobispo; hizo grandes donativos; incidió en la observancia de la disciplina eclesiástica y en la correcta ejecución de las ceremonias litúrgicas; e intervino en el proceso relacionado con las falsificaciones arqueológicas de Albaicín, cuando el Consejo de Castilla ordenó que el presidente de la Chancillería procediera a la detención de los falsificadores de acuerdo con el prelado.
Durante su mandato se inició el funcionamiento del colegio eclesiástico de San Fernando de la Capilla Real, a cuya fundación se mostró favorable.
Recibió, colaboró en la adecuación y comenzó a usar de inmediato para dependencias de la curia el edificio que ocupaba la Universidad de Granada, que había sido donado por el rey. Donó al arzobispado los libros procedentes de los colegios de jesuitas de Motril y de Loja, así como su propia biblioteca personal. También a la catedral hizo donación de diversos y costosos objetos de culto.
Después de dieciséis años de gobierno, falleció el 20 de marzo de 1775 y sus restos fueron sepultados en la cripta de la catedral de Granada.
Dejó un importante legado del cual se entregaron a la Sociedad Económica de Amigos del País 150.000 reales para la creación de una fábrica de manufacturas de cáñamo y de lino.
En Lima se le hicieron exequias solemnes en noviembre de dicho año, y de la oración fúnebre se encargó Ramón de Argote, pariente suyo y cura de Carabayllo.